# MLP Team Bergstraße/Saison 2014
Dieser Artikel listet Erfolge und Fahrer des Radsportteams MLP Team Bergstraße in der Saison 2014 auf.

## Zugänge – Abgänge
| Zugänge           | Team 2013      | Abgänge              | Team 2014                |
| ----------------- | -------------- | -------------------- | ------------------------ |
| Sebastian Baldauf | Team NSP-Ghost | Michael Hümbert      | Bike Aid-Ride for Help   |
| Kasper Asgreen    | Neoprofi       | Tim Reske            | LKT Team Brandenburg     |
| Erik Bothe        | Neoprofi       | Arne Kenzler         | Maloja Pushbiker         |
| Felix Drumm       | Neoprofi       | Marius Jessenberger  | Team Velo Club Ratisbona |
| Lukas Huber       | Neoprofi       | Hans Joachim Benning | Unbekannt                |
| Aaron Krauss      | Neoprofi       | Jonas Brinkmann      | Unbekannt                |
| Timur Selvi       | Neoprofi       | Marcel Fröse         | Unbekannt                |
| Eric Süßemilch    | Neoprofi       | Thomas Reichardt     | Unbekannt                |

## Mannschaft
| Name               | Geburtsdatum     | Nationalität |              |
| ------------------ | ---------------- | ------------ | ------------ |
| Kasper Asgreen     | 8. Februar 1995  | Dänemark     |              |
| Sebastian Baldauf  | 22. Februar 1989 | Deutschland  |              |
| Erik Bothe         | 5. November 1992 | Deutschland  |              |
| Fabian Bruno       | 10. April 1991   | Deutschland  |              |
| Felix Drumm 1      | 4. November 1994 | Deutschland  |              |
| Mike Egger 1       | 26. Februar 1993 | Deutschland  |              |
| Christopher Hatz   | 21. Oktober 1991 | Deutschland  |              |
| Lukas Huber        | 10. Oktober 1995 | Deutschland  |              |
| Aaron Krauss       | 14. April 1995   | Deutschland  |              |
| Fabio Nappa        | 4. Februar 1992  | Deutschland  |              |
| Tim Schlichenmaier | 16. Mai 1991     | Deutschland  |              |
| Timur Selvi        | 11. Juni 1990    | Deutschland  |              |
| Eric Süßemilch     | 30. Januar 1995  | Deutschland  |              |
| Stagiaires         | Stagiaires       | Nationalität | Nationalität |
| Lukas Löer         | Lukas Löer       | Deutschland  |              |